# Чемпіонат Німеччини з хокею 1925
Чемпіонат Німеччини з хокею 1925 — 9-й регулярний чемпіонат Німеччини з хокею, чемпіоном став клуб СК Берлін.
Матчі чемпіонату пройшли 8 лютого 1925 року на озері Ріссерзеє в містечку Гарміш-Партенкірхен.

## Зіграні матчі
- СК Берлін — СК Ріссерзеє 5:2
- СК Берлін — Мюнхенер ЕВ 8:0
- СК Ріссерзеє — Мюнхенер ЕВ 7:1

## Підсумкова таблиця
| М  | Команда      | І | Пер | Н | Пор | Ш    | О |
| -- | ------------ | - | --- | - | --- | ---- | - |
| 1. | СК Берлін    | 2 | 2   | 0 | 0   | 13:2 | 4 |
| 2. | СК Ріссерзеє | 2 | 1   | 0 | 1   | 9:6  | 2 |
| 3. | Мюнхенер ЕВ  | 2 | 0   | 0 | 2   | 1:15 | 0 |

Скорочення: М = підсумкове місце, І = ігри, Пер = перемоги, Н = нічиї, Пор = поразки, Ш = закинуті та пропущені шайби, О = набрані очки

## Склад чемпіонів
Склад СК Берлін: Герман Андерсен, Макс Гольцбоер, Нільс Моландер, Вальтер Закс, Альфред Штайнке, Вернер Крюгер, Байн, Решке.